# Хау, Стив
Сти́вен Джеймс Ха́у (англ. Stephen James Howe; 8 апреля 1947 года, Лондон), более известный как Стив Хау (Steve Howe) — британский гитарист-виртуоз, более всего известен участием в прогрессив-рок-группе Yes. Хау заинтересовался гитарой и начал самостоятельно изучать инструмент в возрасте 12 лет. Он начал музыкальную карьеру в 1964 году, сначала играя в нескольких лондонских блюзовых и психоделических рок-группах в течение шести лет, включая Syndicats, Tomorrow и Bodast.
Присоединившись к Yes в 1970 году, сочетание акустической и электрогитары Хау помогло сформировать звучание и направление группы, что привело группу к большему коммерческому и критическому успеху. Многие из их самых известных песен были написаны в соавторстве с Хау, и он оставался с группой до их первоначального роспуска в 1981 году. Хау вернулся в группу с 1990 по 1992 год, прежде чем вернуться навсегда в 1995 году. Он является самым долгоиграющим участником группы, который в настоящее время активен.
Хау добился дальнейшего успеха в 1980-х годах и позже в качестве участника рок-групп Asia, GTR и Anderson Bruford Wakeman Howe. Он также имел плодотворную сольную карьеру, выпустив 20 сольных альбомов, и сотрудничая с такими артистами, как Frankie Goes to Hollywood и Queen. Он продолжает выступать с Yes и как сольный исполнитель. 
Входит в список «100 величайших гитаристов всех времён по версии журнала Rolling Stone» 2003 года. В апреле 2017 года Хау был включен в Зал славы рок-н-ролла как участник Yes. 

## Биография

### Ранние влияния
Хау родился 8 апреля 1947 года в северном районе Лондона. Он был младшим из четырёх детей, росших в семье меломанов, слушающих музыку духовых оркестров на пластинках на 78 оборотов в минуту. Он упоминает о некоторых впечатлениях, полученных от родительской фонотеки, в том числе от Леса Пола и группы Теннесси Эрни Форда, в альбомах которого на гитарах играли Спиди Уэст и Джимми Байент. К тому же Хау слушал классическую гитару и джаз, он говорит, что сильнейшее влияние на него оказал Барни Кессел: «Его игра была замечательной смесью сольной линии и аккордового аккомпанемента, она заставила меня поверить, что гитарист, который не понимает игры аккордами, не сможет хорошо вести сольную линию, потому что одно с другим так тесно соотносится». Хау также упоминал Уэса Монтгомери и Чета Аткинса, которых он впервые услышал в 1959 году, как главных вдохновителей. Хау сказал, что взял от Аткинса «идею, что один гитарист может играть в любом стиле». Хау также находился под влиянием Боба Дилана, отмечая: «Я думаю, он пробудил во мне бунтаря, и этот бунтарь не был тем, кто хотел что-то сломать, но бунтарь во мне хотел делать свое дело... Бунт против всего, кроме того, чтобы быть собой... Он стал как культовый герой».

### Личная жизнь
В 1972 году Хау обратился к вегетарианству и медитации.

## Сольная дискография
- Beginnings (1975)
- The Steve Howe Album (1979)
- Turbulence (1991)
- The Grand Scheme of Things (1993)
- Not Necessarily Acoustic (1994)
- Homebrew (1996)
- Quantum Guitar (1998)
- Pulling Strings (1999)
- Portraits of Bob Dylan (1999)
- Homebrew 2 (2000)
- Natural Timbre (2001)
- Skyline (2002)
- Elements (2003)
- Guitar World (2003)
- Spectrum (2005)
- Remedy Live (2005)
- Homebrew 3 (2005)
- The Haunted Melody (2008)
- Motif Volume 1 (2008) – сборник
- Homebrew 4 (2010)
- Time (2011)
- Homebrew 5 (2013)
- Homebrew 6 (2016)
- Love Is (2020)
- Homebrew 7 (2021)
- Motif Volume 2 (2023) – сборник
- Guitarscape (2024)